# らーめん香月-KAZUKi-
らーめん香月～KAZUKi～とは、株式会社DIGプライミングが運営する元祖背脂チャッチャ系ラーメンを提供するラーメン店。

## 概要
1975年元々タクシードライバーであった穴見勝喜により青山で屋台として背脂チャッチャ系の元祖となる「らーめん香月」1号店が開店。2年後の1977年に並木橋店、1987年に恵比寿店を開店し、一晩で2800杯以上の売り上げを達成。盛況のため朝の6時まで営業時間を延長までした。
しかし2013年、76歳になった穴見は肉体的な限界を感じ閉店。しかし熱狂的なファンからの要望を受け2016年に六本木に新店をオープン(現在閉店)。続いて池尻大橋店も開店し、2019年オープンの五反田店では穴見勝喜より直接指導を受けた店長を筆頭に、1日平均300杯以上を売り上げるなどしている。
背脂チャッチャ系といえば背脂を浮かせたラーメンが主流だが、そんな中でもさっぱりとしたスープが特徴の香月。定番の醤油らーめんは鶏ガラと豚骨がベースのスープで、清湯系の澄んだスープで割り、背脂を散らした工夫と愛情が詰まった懐かしいようなコクのある味わいが特徴。

## 沿革
- 1975年 - 背脂チャッチャ系屋台青山ラーメン開業
- 1977年 - 並木橋店開店
- 1987年
  - 恵比寿本店開店
  - 1500杯伝説
- 199?年 - 広尾店開店
- 200?年 - 恵比寿店移転
- 2012年
  - 三軒茶屋店開店
  - 恵比寿リニューアル開店
- 2013年 - 閉店
- 2016年
  - 六本木店開店
  - 池尻大橋店開店
- 2018年6月1日 - 株式会社香月が株式会社DIGプライミングに合併し解散[1]。
- 2019年
  - 五反田店開店
  - 六本木店閉店
- 2020年 
  - 宮古島店開店
  - 新橋店開店
- 2022年
  - 五反田店閉店[2]
  - 新橋店閉店
  - 代々木公園店開店[3]
- 2025年

〇代々木公園店閉店
(8/11月祝をもって、諸事情により閉店)

## 店舗
- らーめん香月 池尻大橋店[4]
- らーめん香月 宮古島店[5]
- らーめん香月 代々木公園店[3]